# Стенерсен, Сверре
Све́рре Сте́нерсен (норв. Sverre Stenersen; 18 июня 1926 — 17 декабря 2005) — норвежский двоеборец, олимпийский чемпион, чемпион мира. Участник трёх Олимпиад.

## Карьера
Сверре Стенерсен родился на севере Норвегии и в юности показал себя перспективным лыжником. Для развития карьеры Стенерсен в конце 1940-х переехал в Осло. Там он вынужден был работать лесорубом для того, чтобы иметь средства на продолжение тренировок.
В 1951 году Сверре попал в состав сборной Норвегии по лыжному двоеборью, а в 1952 году дебютировал на домашней для себя Олимпиаде. После прыжковой части двоеборья он был вторым уступая соотечественнику Симону Слоттвику, а после лыжной гонки опустился на третью позицию, пропустив вперёд еще и финна Хейкки Хасу. Также Стенерсен выступал в лыжной гонке на 18 километров, где показал 25 место в восьми минутах от чемпиона Хальгейра Брендена.
В 1954 году на чемпионате мира в шведском Фалуне Стенерсен одержал победу в двоеборье, обойдя на один балл своего соотечественника Гундера Гундерсена, который в дальнейшем разработает революционную для двоеборья систему Гундерсена.
В 1956 году на Олимпиаде в Кортина-д’Ампеццо Сверре Стенерсен завоевал золотую медаль в двоеборье. После прыжков он занимал второе место, отставая на 2,5 балла от советского спортсмена Юрия Мошкина. В гоночной части норвежец показал лучшее время и на 18 баллов опередил серебряного призёра Бенгта Эрикссона из Швеции.
В 1958 году стал вице-чемпионом мира, на Олимпиаде 1960 занял седьмое место в турнире двоеборцев после неудачной прыжковой части, где Стенерсен показал лишь 14-й результат. После третьей Олимпиады завершил карьеру.
За свою карьеру Сверре Стенерсен трижды выигрывал Холменколленские игры (1955, 1956 и 1959), четырежды становился сильнейшим на Лахтинских играх (1956, 1957, 1959, 1960). В промежутке с 1954 по 1958 год неизменно становился чемпионом Норвегии. В 1955 году был награждён Холменколленской медалью.
После окончания спортивной карьеры владел собственным магазином, работал чиновником в области культуры и спорта.